# Eugène Chavant
Eugène Chavant fue el fundador de la organización Lucha en la resistencia francesa en Francia en 1942 y un miembro prominente de la resistencia francesa. Su nombre de guerra era Clemente, de ahí el "dit Clemente" en su monumento en Grenoble. Fue miembro de la CDLN (Comité Departamental para la Liberación Nacional) para el departamento de Isère durante la guerra. También fue un héroe de guerra condecorado de la Primera Guerra Mundial.
Ingeniero de profesión, trabajó para los establecimientos Neyret-Beylier como obrero, luego se matriculó en la Primera Guerra Mundial en el 11 º batallón de cazadores y el dragón 20a a pie. Al final de la guerra, obtuvo la Medalla Militar, la Croix de Guerre.
Militante socialista entre las dos guerras, fue alcalde de Saint-Martin-d'Hères desde febrero de 1938 hasta febrero de 1941. Un cargo que dejó para pasar a la clandestinidad.
Durante la Segunda Guerra Mundial, luchó en las sombras, ganó por su valentía, su visión clara y pertinente asesoramiento. Participó en el movimiento de resistencia Franco-Shooter en 1942 bajo el seudónimo de Clemente y se convirtió en el jefe civil de la meseta de Vercors. Se comportó como un verdadero líder, controlando todo el mantenimiento de la resistencia (suministro, transporte, seguridad, caídas ...).